# Rely
Rely település Franciaországban, Pas-de-Calais megyében. Lakosainak száma 459 fő (2022. január 1.). Rely Linghem, Auchy-au-Bois, Estrée-Blanche, Liettres, Ligny-lès-Aire, Norrent-Fontes és Saint-Hilaire-Cottes községekkel határos.

## Népesség
A település népessége az elmúlt években az alábbi módon változott:
| Lakosok száma | 467  | 461  | 462  | 454  | 452  | 451  | 453  | 452  | 459  |
|               | 2013 | 2015 | 2016 | 2017 | 2018 | 2019 | 2020 | 2021 | 2022 |